# Pseudagenius viridicatus
Pseudagenius viridicatus är en skalbaggsart som beskrevs av Ma 1992. Pseudagenius viridicatus ingår i släktet Pseudagenius och familjen Cetoniidae. Inga underarter finns listade i Catalogue of Life.